# 井出多米夫
井出 多米夫（いで ためお, 1908年11月27日 - 1998年8月17日 ）は、静岡県清水市（現：静岡市）出身のサッカー選手、サッカー指導者。

## 来歴
静岡県立静岡中学校（現・静岡県立静岡高等学校）を卒業。
早稲田大学に入学後はア式蹴球部に入部した。工藤孝一が同期に当たる。在学中の1930年5月に開催された第9回極東選手権競技大会の日本代表に選出され、1試合に出場した。
1933年10月開催されたア式蹴球全國優勝競技會（第13回天皇杯全日本サッカー選手権大会）に東京OBクラブの一員として優勝した。
1942年に地元の清水市に戻って静岡県立庵原中学校（現：静岡県立清水東高等学校）などで指導し、1948年には同年に創設された清水サッカー協会の初代理事長に就任した。
1960年に静岡県サッカー協会の理事長を務めた。
1971年9月23日に行われた工藤孝一（同年9月21日死去）の早稲田大学ア式蹴球部葬の葬儀委員長を務めた。

## 所属クラブ
- 静岡県立静岡中学校（現・静岡県立静岡高等学校）
- 早稲田大学
- 東京OBクラブ

## 代表歴

### 出場大会
- 第9回極東選手権競技大会

### 試合数
- 国際Aマッチ 1試合 0得点

| 日本代表 | 国際Aマッチ | 国際Aマッチ | その他 | その他 | 期間通算 | 期間通算 |
| 年       | 出場        | 得点        | 出場   | 得点   | 出場     | 得点     |
| -------- | ----------- | ----------- | ------ | ------ | -------- | -------- |
| 1930     | 1           | 0           | 0      | 0      | 1        | 0        |
| 通算     | 1           | 0           | 0      | 0      | 1        | 0        |

### 出場
| No. | 開催日         | 開催都市 | スタジアム         | 対戦相手   | 結果 | 監督     | 大会       |
| --- | -------------- | -------- | ------------------ | ---------- | ---- | -------- | ---------- |
| 1.  | 1930年05月25日 | 東京都   | 明治神宮外苑競技場 | フィリピン | ○7-2 | 鈴木重義 | 極東選手権 |